# Schmetterlingsagamen
Die Schmetterlingsagamen (Leiolepis) sind eine Echsengattung aus der Familie der Agamen (Agamidae). Sie leben im festländischen Südostasien, auf einigen südostasiatischen Inseln (Sumatra, Bangka, Tioman, Langkawi) und in Südchina (Macau, Guangdong, Hainan, Guangxi) und kommen besonders häufig an Stränden vor.

## Merkmale
Schmetterlingsagamen sind mittelgroße, langschwänzige Agamen. Der Schwanz kann das Doppelte der Kopf-Rumpf-Länge erreichen. Ihr Körper ist leicht abgeflacht und kann mit Hilfe der frei endenden Rippen extrem verbreitert und abgeflacht werden. Die Gliedmaßen sind kräftig, das Kopfprofil ist stumpf. Ein Rücken- oder Nackenkamm ist nicht vorhanden. Der Rücken ist von sehr kleinen, leicht gekielten Schuppen bedeckt, die Bauchschuppen sind größer und glatt. Die Schwanzschuppen sind stark gekielt. Beide Geschlechter haben Schenkelporen.
Schmetterlingsagamen ruhen in tiefen, selbst gegrabenen Erdlöchern. In Thailand werden sie vom Menschen gegessen.

## Fortpflanzung
Von den acht Arten der Schmetterlingsagamen vermehren sich die ersten vier der weiter unten gelisteten Arten sexuell, Männchen und Weibchen paaren sich, die Eier werden im Mutterleib befruchtet. Von den vier weiteren Arten gibt es dagegen nur Weibchen, die sich durch Parthenogenese vermehren. Vor der Meiose, einer Form der Zellteilung, bei der die Zahl der Chromosomen halbiert wird, findet eine Verdopplung der Chromosomen statt und vorübergehend entsteht eine tetraploide Urkeimzelle, die anschließend eine normale Meiose durchläuft, so dass normale diploide Eizellen entstehen.

## Äußere Systematik
Die Schmetterlingsagamen wurden als urtümliche Agamen bis vor kurzem, zusammen mit den afroasiatischen Dornschwanzagamen (Uromastyx), in die Unterfamilie Uromasticinae gestellt. Da die Schmetterlingsagamen aber näher mit allen anderen Agamen als mit den Dornschwanzagamen verwandt sind und die Schwestergattung aller Agamen ohne Dornschwanzagamen sind, wurden sie in eine eigene Unterfamilie, die Leiolepidinae gestellt.
Die verwandtschaftlichen Verhältnisse stellt folgendes Kladogramm dar:
|  | Dornschwanzagamen (Uromasticinae)                                                                        |
|  | |
|  | \| \| Schmetterlingsagamen (Leiolepidinae) \| \| \| \| \| \| übrige Unterfamilien der Agamen \| \| \| \| |
|  | |
|  | Schmetterlingsagamen (Leiolepidinae)                                                                     |
|  | |
|  | übrige Unterfamilien der Agamen                                                                          |
|  | |

|  | Schmetterlingsagamen (Leiolepidinae) |
|  |                                      |
|  | übrige Unterfamilien der Agamen      |
|  |                                      |

## Arten
- Prachtschmetterlingsagame (Leiolepis belliana (Hardwicke & Gray, 1827))
- Leiolepis guttata (Cuvier, 1829)
- Burma-Schmetterlingsagame (Leiolepis peguensis Peters, 1971)
- Reeves Schmetterlingsagame (Leiolepis reevesii (Gray, 1831))
- Böhmes Schmetterlingsagame (Leiolepis boehmei Darevsky & Kupriyanova, 1993)
- Peters Schmetterlingsagame (Leiolepis guentherpetersi Darevsky & Kupriyanova, 1993)
- Leiolepis ngovantrii Grismer & Grismer, 2010
- Malayische Schmetterlingsagame (Leiolepis triploida Peters, 1971)